# يوري ليما لارا
يوري ليما لارا هو لاعب كرة قدم برازيلي في مركز الوسط، ولد في 20 أبريل 1994 في ريو دي جانيرو في البرازيل. لعب مع سنترو سبورتيفو ألاغوانو.

## وصلات خارجية
- يوري ليما لارا على موقع رابطة كرة القدم اليابانية للمحترفين (اليابانية)
- يوري ليما لارا على موقع قاعدة بيانات كرة القدم.إي يو (الإنجليزية)
- يوري ليما لارا على موقع Soccerway.com (الإنجليزية)
- يوري ليما لارا على موقع عالم كرة القدم.نت (الإنجليزية)